# Раманово разсейване
Раманово разсейване или ефект на Раман е нееластично разсейване на фотон от молекули, които са възбудени до по-високи вибрационни или ротационни енергийни нива. Той е открит от индийските физици Венката Раман и Сриниваса Кришнан (който е ученик на Раман) в течности и независимо от Григорий Ландсберг и Леонид Манделщам в кристали. Ефектът е предсказан теоретично от Адолф Смелал през 1923 г.
Когато фотоните се разсейват от даден атом или молекула, повечето се разсейват еластично (разсейване на Релей), така че разсеяните фотони имат една и съща енергия (честота и дължина на вълната) като падащите фотони. Една много малка част от разсеяните фотони (приблизително 1 на 10 милиона) се разсейват нееластично чрез възбуждане, като имат различни честота и енергия, обикновено по-ниски от тези на падащите фотони. В газ, разсейването може да възникне при промяна на енергията на молекула чрез преминаването към друго (обикновено по-високо) енергийно ниво. Химиците се занимават главно с този „преходен“ ефект на Раман.